# The Flaming Sword (film 1915)
The Flaming Sword è un film muto del 1915 diretto da Edwin Middleton. La sceneggiatura si basa su The Flaming Sword, romanzo di George Gibbs pubblicato a New York nel 1914.

## Trama
Stanco di una vita vuota e dissipata, il giovane Steve, finita l'università. annuncia agli amici di volerla finire e se ne va via. Maisie, una che tutti pensano sia la sua ragazza, lo insegue per fermarlo ma, arrivata in riva al mare, riesce solo a vederlo salire su una barchetta per allontanarsi verso il mare aperto. Alla deriva per giorni, Steve approda finalmente su un'isola. Lì, incontra la bella Meera Calhoun che, con suo padre, vive da anni in quel rifugio estremo, fuori dal mondo. Suo padre, che anni prima ha subito un grave torto, si è ritirato per vivere la vita dell'eremita. Mentre la ragazza si innamora di Steve, suo padre fa amicizia con il giovane. Un'amicizia che resiste anche quando si scopre che è stato proprio il padre di Steve ad aver provocato la rovina di Calhoun. Intanto, sull'isola giunge Maisie: gelosa di Meera, le dice di essere la moglie di Steve. Convinto della doppiezza di quello che riteneva un amico, Calhoun si infuria talmente che gli viene un attacco. Maisie, allora, confessa di aver mentito. Dopo che Calhoun si è ripreso, Meera e Steve si sposano a New York.

## Produzione
Il film, prodotto dalla Rolfe Photoplays, fu girato negli studios della Centaur Film a Bayonne, nel New Jersey, e a Peeks Island.

## Distribuzione
Il copyright del film, richiesto dalla Metro Pictures Corp., fu registrato il 28 giugno 1915 con il numero LP6447.
Distribuito dalla Metro Pictures Corporation e presentato da B.A. Rolfe, il film uscì nelle sale cinematografiche USA il 28 giugno 1915.